# Connie Smith
Connie Smith, nata Constance June Meador (Elkhart, 14 agosto 1941), è una cantante statunitense, interprete di musica country.

## Carriera
Attiva dal 1964 e originaria dell'Indiana, ha ottenuto 11 nomination ai Grammy Awards e ha all'attivo decine di singoli entrati nella classifica country della Billboard. Nel 2012 è stata inserita nella Country Music Hall of Fame

## Discografia
Album
- 1965 - Connie Smith
- 1965 - Cute 'n' Country
- 1966 - Miss Smith Goes to Nashville
- 1966 - Connie Smith Sings Great Sacred Songs
- 1966 - Born to Sing
- 1967 - Downtown Country
- 1967 - Connie Smith Sings Bill Anderson
- 1967 - Soul of Country Music
- 1968 - I Love Charley Brown
- 1968 - Sunshine and Rain
- 1969 - Connie's Country
- 1969 - Back in Baby's Arms
- 1970 - I Never Once Stopped Loving You
- 1971 - Where Is My Castle
- 1971 - Just One Time
- 1971 - Come Along and Walk with Me
- 1972 - Ain't We Havin' Us a Good Time
- 1972 - If It Ain't Love and Ohter Great Dallas Frazier Songs
- 1973 - A Lady Named Smith
- 1973 - God Is Abundant
- 1974 - That's the Way Love Goes
- 1974 - I Never Knew (What That Song Meant Before)
- 1975 - I Got a Lot of Hurtin' Done Today/I Got My Baby on My Mind
- 1975 - Connie Smith Sings Hank Williams Gospel
- 1975 - Joy to the World
- 1976 - The Song We Fell in Love To
- 1976 - I Don't Wanna Talk It Over Anymore
- 1977 - Pure Connie Smith
- 1978 - New Horizons
- 1998 - Connie Smith
- 2011 - Long Line of Heartaches

Collaborazioni
- 1969 - Young Love (con Nat Stuckey)
- 1970 - Sunday Morning with Nat Stuckey and Connie Smith (con Nat Stuckey)
- 2003 - Love Never Fails (con Barbara Fairchild e Sharon White)

A questi dischi si aggiungono diverse raccolte e vinili.